# XM806
XM806 LW50（Lightweight .50 Caliber Machine Gun）は、ブローニングM2重機関銃の後継として開発が進められていた50口径重機関銃。
ジェネラル・ダイナミクス社が開発中止になったXM307の技術をスピンアウトする形で、M2の改良型として開発を行っていたが、2012年に開発が中止された。

## 概要

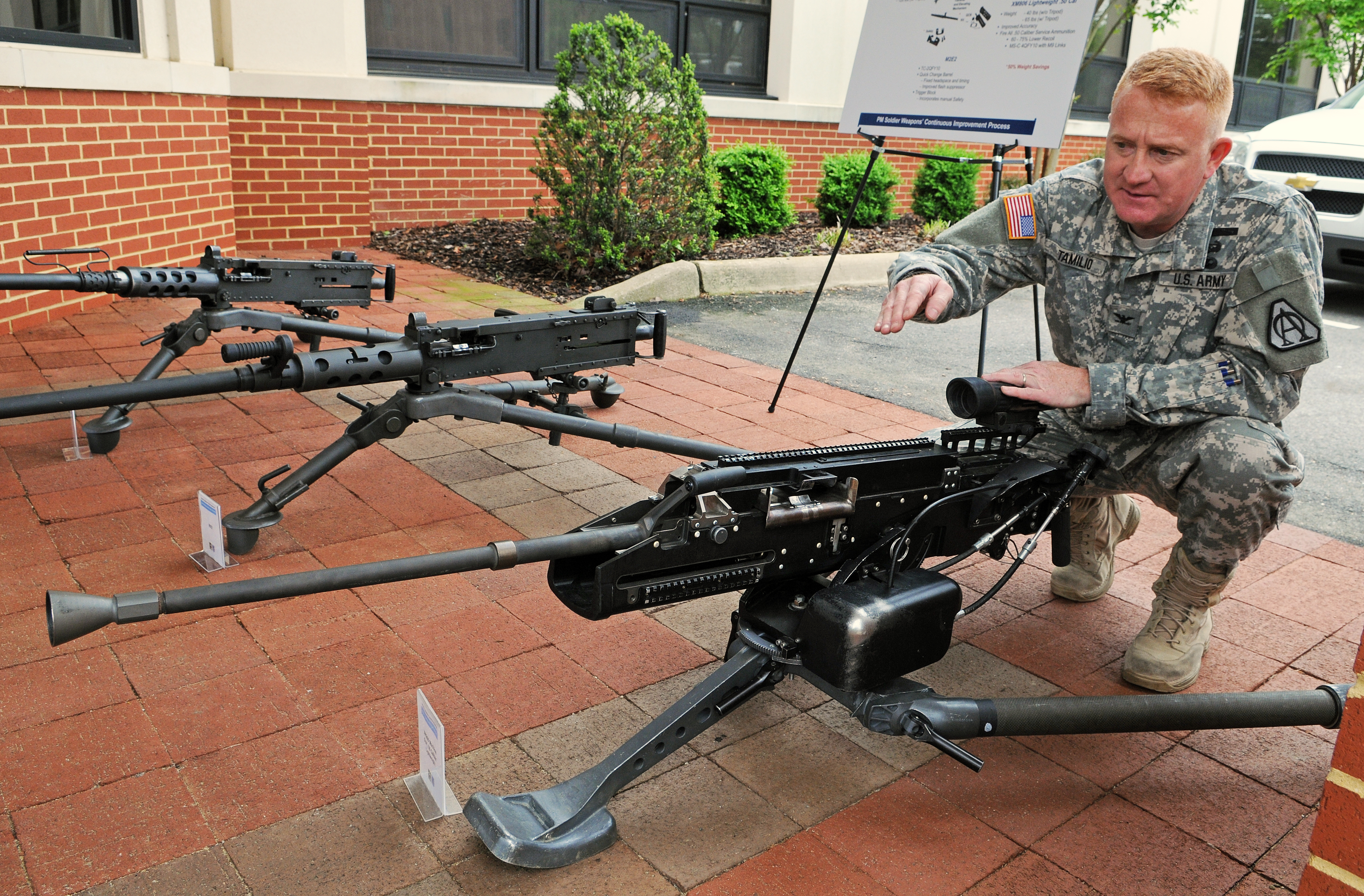
M2重機関銃（奥）とXM806重機関銃（手前）

レシーバーをアルミニウム合金製とするなど軽量化を図り、M2重機関銃と比較して重量は約半分まで減少し、また射撃の反動も約60%軽減している。弾薬消費の軽減と複数目標への効果的な攻撃のため、発射速度はM2の半分程度の毎分265発に抑えられているが、同じくM2の後継を目指して開発されていたXM312よりは高い。また、狙撃モードではさらに低下して毎分40発程度となる。射手の安全性の向上や分解結合の容易さでもM2より優れている。
ピカティニー・レールが取り付けられているため、M145などの各種光学サイトや夜戦用の赤外線レーザーサイト（ナイトビジョン用）を取り付けできる拡張性を有している。